# Gregor Balažic
Gregor Balažic, slovenski nogometaš, * 12. februar 1988, Murska Sobota.
Balažic je svojo nogometno pot začel v domačem klubu Mura 05, nazadnje je igral za NŠ Mura.
Med letoma 2008 in 2010 je odigral petnajst tekem za slovensko mladinsko reprezentanco, 19. novembra 2013 pa je debitiral v slovenski članski reprezentanci na prijateljski tekmi proti kanadski reprezentanci na Areni Petrol v Celju.